# غريس ديموس
غريس ديموس (بالإنجليزية: Grace DeMoss)‏ هي لاعبة غولف أمريكية، ولدت في 1927 في كورفاليس في الولايات المتحدة.